# Festa Verlag
Der Festa Verlag ist ein deutscher Verlag für fantastische Literatur, Horror, Psychothriller, Contemporary Fantasy und dunkle Phantastik. Festa veröffentlichte zunächst vorrangig, seit einigen Jahren ausschließlich angloamerikanische Autoren.

## Geschichte
Der Verlag wurde im April 2001 in Almersbach von Frank Festa gegründet, der vorher unter anderem für den Kleinverlag Edition Metzengerstein tätig war. Zum Programm gehören Bücher der Genres Horror, Vampire und Thriller. Der Festa Verlag besitzt die Exklusivrechte für die Necroscope-Reihe des englischen Autors Brian Lumley in Deutschland, hat ab 2005 eine sechsbändige Ausgabe der Gesammelten Werke von H. P. Lovecraft in vollständigen Neuübersetzungen herausgegeben und die Lovecraft-Biographie von Lyon Sprague de Camp veröffentlicht.
Der Festa Verlag arbeitete ab 2002 mit LPL Records zusammen. Dieses Label setzt die Bücher des Verlages als Hörbücher um. 2003 ging der Vertrieb dieser Hörbücher an Bastei Lübbe über.
Ebenfalls 2003 verlegte der Verlag seinen Sitz in die Nähe von Leipzig und startete 2004 eine Horror-Taschenbuchreihe, in der u. a. Graham Masterton, Brian Lumley, Richard Laymon und F. Paul Wilson publiziert werden. 2012 kam die Reihe Festa Crime hinzu (u. a. Dan Simmons). In der Reihe Festa Extrem werden Bücher ohne ISBN veröffentlicht, die nur direkt über den Verlag erhältlich sind. Das Gleiche gilt auch für die Reihe Special, die Ende 2019 eingeführt wurde und einen Mix aus Genres in sich vereint.
2010 wurde Frank Festa für seine verlegerische Arbeit mit dem Sonderpreis des Vincent Preises ausgezeichnet.
2022 feierte der Verlag sein 20-jähriges Bestehen.
Seit 2022 veröffentlicht der Verlag unter dem Titel "Weird Fiction" Bücher in Form von Sammlungen bizarrer und ungewöhnlicher Horrorkurzgeschichten von Autoren wie unter anderem Fritz Leiber und Bram Stoker. Die Bücher werden als Privatdrucke ohne ISBN ausschließlich auf der Seite des Verlags vertrieben.